# Olaf Stapledon
William Olaf Stapledon (10 mei 1886 – 6 september 1950) was een Britse sciencefictionschrijver.
Stapledon groeide op in Wallasey en in het Egyptische Port Said. Hij studeerde geschiedenis aan het Balliol College van de Universiteit van Oxford. Tijdens de Eerste Wereldoorlog werkte hij op een ziekenwagen. Hij kreeg voor zijn verdiensten het Croix de guerre. In 1925 behaalde hij zijn Doctor of Philosophy aan de Universiteit van Liverpool.
In 1930 brak hij door met zijn roman Last and First Men. In dit boek beschrijft hij hoe de laatste overlevende mens, twee miljoen jaar in de toekomst, terugkijkt op de geschiedenis. Deze vertelt hoe de mensheid genetisch evolueert, zichzelf steeds bijna vernietigt en ook steeds weer opkrabbelt. Dit boek was zo'n succes dat hij zich volledig op het schrijven kon gaan toeleggen. In 1932 bracht hij het vervolg, Last Men in London uit.
Andere bekende werken zijn Star Maker, waarin het concept van de Dysonbol aan bod komt, Sirius over de band tussen intelligente genetisch gemanipuleerde honden en Odd John over het leven van een übermensch.
- Bibsys: 90114641
- Biblioteca Nacional de España: XX1135000
- Bibliothèque nationale de France: cb11925433j (data)
- CiNii: DA00810667
- Gemeinsame Normdatei: 118642510
- International Standard Name Identifier: 0000 0000 8385 8539
- Library of Congress Control Number: n50023275
- Nationale Bibliotheek van Letland: 000053852
- Bibliotheek van het Japanse parlement: 00457472
- Nationale Bibliotheek van Tsjechië: xx0022837
- Nationale bibliotheek van Australië: 35775980
- Nationale Bibliotheek van Israël: 987007462724705171
- Nationale Bibliotheek van Polen: a0000001154981
- Nederlandse Thesaurus van Auteursnamen: 068805748
- Réseau des bibliothèques de Suisse occidentale: 02-A003858260
- Istituto Centrale per il Catalogo Unico: CFIV114562
- SNAC: w64r06gd
- Système universitaire de documentation: 027698017
- Trove: 1081973
- Virtual International Authority File: 59089526
- WorldCat: E39PBJrrtMgmyhVMbJCV8YJYyd